# Ruta 27 (Bolivia)
La Ruta Nacional 27 es una carretera boliviana perteneciente a la Red Vial Fundamental. La Ruta 27 ha sido declarado parte de la red vial nacional boliviana Red Vial Fundamental con la Ley 2637 del 5 de marzo de 2004.

## Historia
El camino tiene una longitud de 150 kilómetros y atraviesa el Altiplano boliviano al norte del Salar de Coipasa .
La Ruta 27 corre de este a oeste en la parte norte del Departamento de Oruro . El camino comienza en el pueblo de Ancaravi en el extremo suroeste de la cordillera de la Serranía de Huayllamarca como un desvío de la Ruta 12 . Corre en dirección noroeste a través del pueblo de Turco a Cosapa y se une a la Ruta 4 en Cosapa, que conduce al oeste a la estación fronteriza Tambo Quemado en la frontera con Chile .
La Ruta 27 ahora está completamente pavimentada.

## Ciudades

### Departamento de Oruro
- km 000: Ancaravi
- km 057: Turco
- km 141: Cosapa
- km 150: Empalme con la Ruta Nacional 4